# Kanton Marseille-1
Marseille-1 is een kanton van het Franse departement Bouches-du-Rhône. Het kanton maakt deel uit van het arrondissement Marseille. In 2018 telde het 36.373 inwoners, wat een spectaculaire daling is ten opzichte van de 75.207 inwoners in 2013.
Het kanton omvat uitsluitend een deel van de gemeente Marseille.